# Sonate voor viool en piano nr. 2 (Penderecki)
Krzysztof Penderecki componeerde zijn Sonate voor viool en piano nr. 2 in 2000. Hij componeerde zijn eerste vioolsonate voordat hij zijn stijl van Threnos ontwikkelde. Zijn tweede vioolsonate schreef hij pas, toen hij die stijl alweer grotendeels losgelaten had. Hij kwam weer terug bij de stijl Dmitri Sjostakovitsj en Alfred Schnittke. Dat is niet zo vreemd, want als dirigent heeft hij tal van uitvoeringen van werken van die componisten geleid.

## Delen
1. Larghetto
2. Allegretto scherzando
3. Adagio
4. Allegro
5. Andante

## Bron en discografie
- Uitgave Naxos; Ida Bieler, viool; Nina Tichman, piano